# Daniel Hübinette
Daniel Anders Míchael Hübinette, född 21 december 1994 i Stockholm, är en svensk programledare. 

## Karriär
Daniel Hübinette började sin radiokarriär vid 13 års ålder på nätradiostationen Radioseven.[källa behövs]
Sin första anställning inom radio fick han som 16-åring hos SBS Radio och The Voice där han arbetade i tre år.[källa behövs] Efter The Voice-tiden flyttade Hübinette till Norge för att arbeta med ett antal norska radiokanaler som ljudproducent samt programledare för NRJ Norge. Hans insatser i Norge belönades under den norska radiogalan 2015 då han tog hem det norska branschpriset. Vid årsskiftet 2015/2016 arbetade han på svenska NRJ.
Sedan maj 2016 arbetar han på MTG Radios Power Hit Radio som stationschef och programledare. 
Där hörs han på eftermiddagar mellan klockan 14.00 och 18.00. Han är även programledare på Rix FM:s helger.